# Jezioro Więcborskie
Jezioro Więcborskie (niem. Grosser Vandsburger See) – jezioro w woj. kujawsko-pomorskim, w pow. sępoleńskim, w gminie Więcbork, leżące na terenie Pojezierza Południowokrajeńskiego.

## Dane morfometryczne
Powierzchnia zwierciadła wody według różnych źródeł wynosi od 194,0ha od 195,0 ha do 218,29 ha.
Zwierciadło wody położone jest na wysokości 108,3 m n.p.m. lub 108,0 m n.p.m. Średnia głębokość jeziora wynosi 8,3 m lub 8,4 m, natomiast głębokość maksymalna 18,5 m.
W oparciu o badania przeprowadzone w 2002 roku wody jeziora zaliczono do III klasy czystości i II kategorii podatności na degradację, analogiczne wyniki otrzymano podczas badań w 2004 roku.
W roku 1994 wody jeziora zaliczono do wód pozaklasowych, natomiast w 1984 roku do wód III klasy czystości.

## Charakterystyka
Jezioro jest zaliczane do jezior typu zastoiskowych, w których gromadziły się wody topniejącego lodowca ostatniego zlodowacenia (bałtyckiego). Akwen jest przepływowy – przez jezioro przepływa rzeka Orla, która kilometr od Więcborka w Runowie Młyn ma swój wodospad. Rzeka zasila wody Brdy oraz Noteci. Z jeziora Więcborskiego wystaje półwysep – wzgórze Św. Katarzyny o pow. 12 ha.
Jezioro nadaje się do uprawiania sportów wodnych żeglarstwa, regat wioślarskich które wielokrotnie organizowano na tym akwenie, oraz sportów motorowodnych. Woda jest w posiadaniu Polskiego Związku Wędkarskiego oddział w Więcborku. Teren jeziora jest objęty ścisłą ochroną prawną w ramach Krajeńskiego Parku Krajobrazowego stanowiąc rezerwat przyrody.
W otoczeniu jeziora występują wzgórza morenowe oraz największe skupiska ozów w Polsce, otoczone zbiorowiskami buczyny pomorskiej.

## Fauna i flora
Tereny przyjeziorne są siedliskiem wielu gatunków ptaków – osiedliły tu się kormorany, czaple, żurawie, dzikie gęsi i kaczki. Rzadziej występują czarne bociany, sowy, sikorki, skowronki, kruki, dzięcioły, sokoły, jastrzębie, jaskółki, perkozy, łabędzie, rybitwa, nietoperze, kury wodne, bąki. W jeziorze żyją różne gatunki ryb – m.in. liny, węgorze, sumy, sielawy, sandacze, okonie, sieje, karasie, miętus pospolity, płocie, cierniki, jazgarze, kiełbie, wzdręgi, karpie, amury, tołpygi, leszcze, krąpie.
Teren jeziora otaczają więcborskie lasy, w których występują sarny, jelenie, dziki, zające, lisy, jaszczurki, kuny, wydry, piżmaki oraz kuropatwy, bażanty, cietrzewie. Na rozlewiskach natomiast spotkać można żmije i padalce. Przy brzegach występuje roślinność objęta ścisłą ochroną prawną.